# Revierpark Vonderort

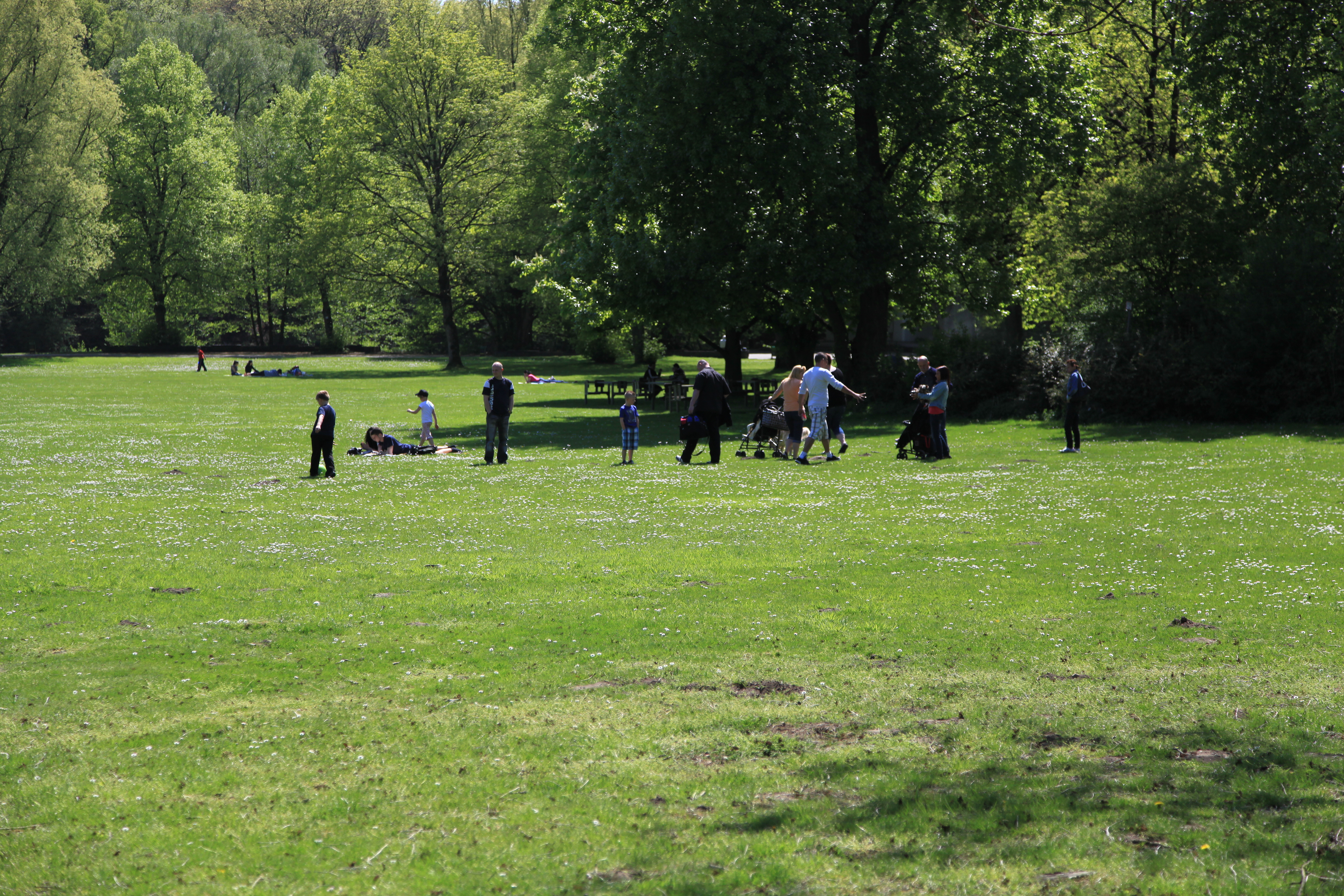
Rasenfläche im Park 2013

Der Revierpark Vonderort ist ein Freizeitpark in Oberhausen an der Grenze zu Bottrop. 
Der Revierpark Vonderort wurde großteils auf dem Gelände einer stillgelegten Quarzsandgrube geschaffen. Er wurde 1974 als dritter von insgesamt fünf Revierparks im Ruhrgebiet eröffnet. Das rund 32 ha große Parkgelände im hügeligen Südosten des Oberhausener Stadtbezirks  Osterfeld wird durch die Bottroper Straße in einen Nord- und einen Südteil zerschnitten. Im Nordteil befinden sich außer einem großen Spielplatz und verschiedenen Feldern für Mannschaftssportarten eine ehemalige Eissporthalle, die nun als Inline-Skaterhockey-Halle genutzt wird, und ein Freizeitbad mit Solebad, Saunabereich und Freibad. Der Südteil bietet einen Mehrzweck-Pavillon und das „Freizeithaus“, in dem die Verwaltung untergebracht ist und das für verschiedene kulturelle und gesellschaftliche Veranstaltungen genutzt werden kann.
2022 wurde ein Bewegungshügel geschaffen. Dieser bietet zwei Pumptracks für Mountainbiker, einen Parcour- und Calisthenics-Bereich für Fitnessübungen, eine Laufbahn, eine Sprintstrecke, ein Streetballfeld sowie weitere Felder für Mannschaftssport. 